# Vittorio Corona

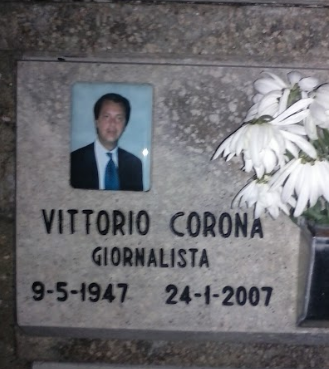
Celletta con le ceneri di Vittorio Corona, al "Laghetto Cinerario" del cimitero di Lambrate

Vittorio Corona (Aci Castello, 9 maggio 1947 – Milano, 24 gennaio 2007) è stato un giornalista italiano.

## Biografia

### Carriera
Figlio di Aurelio Corona, capocronista del quotidiano La Sicilia di Catania, e fratello del giornalista Puccio Corona (1942-2013), iniziò nello stesso giornale siciliano la sua carriera. Nel 1971 si laureò in filosofia all'università etnea. Si trasferì poi a Milano, dove entrò a far parte della casa editrice Rizzoli. Nel 1973 fu assunto a Novella 2000, dove divenne caporedattore, e nel 1978 fu nominato vicedirettore del settimanale Annabella.
Dopo un breve ritorno in Sicilia, dove fu direttore dell'emittente privata Telecolor, si trasferì definitivamente a Milano come vicedirettore di Amica.
Nel giugno 1983 Corona entrò in Rai, dove curò per la casa editrice Nuova Eri la fondazione dei mensili Moda (ottobre 1983) e King (febbraio 1988), dei quali inoltre fu per anni direttore. Entrambe le testate si caratterizzavano per un linguaggio grafico e verbale scanzonato e giovanile, in grado di rompere molti schemi editoriali tipici del periodo. Realizzò due rubriche settimanali per RaiDue: Moda, dal 1985 al 1988, e 1990 mode nella stagione 1989/1990, entrambe trasmesse in seconda serata.
Il 16 gennaio 1991 venne assunto da Emilio Fede come vicedirettore di Studio Aperto, il telegiornale di Italia 1; il 1º giugno 1992, con la nomina di Emilio Fede a direttore del TG4, Corona cominciò a esercitare anche le funzioni di direttore del notiziario di Italia 1, anche se formalmente la direzione era ancora affidata a Fede.
Nel settembre 1993 Corona annunciò il progetto di una nuova versione del notiziario di Italia 1, emittente di cui era divenuto direttore artistico. L'idea di Corona era di cambiare completamente stile rispetto ai TG tradizionali, facendo irrompere nelle notizie la satira, il fotomontaggio e la partecipazione degli utenti attraverso fax e telefonate. Quest'idea di telegiornale, però, fu criticata da Emilio Fede, e pare che non fu molto apprezzata neanche dall'editore Silvio Berlusconi. La nuova veste del TG vide il debutto il 18 ottobre.
A novembre 1993 Corona si dimise dalla Fininvest successivamente alla nomina di Paolo Liguori come direttore di Studio Aperto.
Nel marzo 1994, Corona entrò come direttore artistico e successivamente come vicedirettore nella nuova testata fondata da Indro Montanelli, La Voce. Dopo la chiusura della Voce (giugno 1995), Corona diresse il mensile Village. Ricoprì diversi altri incarichi con la sua società «Corona & Corona». L'ultima sua direzione fu nel gennaio 2005, quella del periodico di Mondadori Star TV.

### Morte
Morì la sera del 24 gennaio 2007 dopo una lunga malattia, all'età di 59 anni. Fu cremato al cimitero di Lambrate, ove le sue ceneri sono poi state tumulate in una celletta.

## Vita privata
Fu sposato con Gabriella Previtera ed ebbe tre figli, tra cui Fabrizio Corona.